# Ion Mînzînă
Ion Mînzînă (n. 15 octombrie 1959, Slăvești, România) este om politic social-democrat care ocupă funcția de președinte al Consiliului Județean Argeș, în urma alegerilor locale din 2020. Ion Mînzînă este din ianuarie 2020 președinte al PSD Argeș A fost reales în funcția de președinte al PSD Argeș în martie 2023.
În perioada ianuarie 2016-iulie 2020 a fost vicepreședinte al Consiliului Județean Argeș.
Ion Mînzînă și-a început cariera politică în PRM. A fost cel mai tânăr senator român de la acea vreme, în legislatura 1996-2000 ales în județul Argeș pe listele partidului PRM. Ion Mînzînă a demisionat pe 26 iunie 2000 și a fost înlocuit de la data de 26 iunie 2000 de senatorul Emilian Baciu. În legislatura 1996-2000, Ion Mînzînă a fost membru în grupurile parlamentare de prietenie cu Statul Kuwait, India și Republica Populară Chineză. În legislatura 2000-2004, Ion Mînzînă a fost ales pe listele PRM și a fost membru în grupurile parlamentare de prietenie cu Republica Populară Chineză și Republica Armenia. În legislatura 2004-2008, Ion Mînzînă a fost ales pe listele PRM dar din septembrie 2008 a devenit membru al Partidului Conservator; în decursul acestui mandat, a fost membru în grupurile parlamentare de prietenie cu Republica Populară Chineză, Republica Socialistă Vietnam, Muntenegru și Republica Cuba și vicepreședinte al comisiei din Camera Deputaților. După aceea, a devenit membru PSD.
La începuturile sale, Ion Mînzînă a fost simplu muncitor, lăcătuș mecanic la Combinatul Petrochimic Pitești.